# Taíde
Taíde é uma povoação portuguesa sede da Freguesia de Taíde do Município de Póvoa de Lanhoso, freguesia com 7,34 km² de área e 1683 habitantes (censo de 2021), tendo, por isso, uma densidade populacional de 229,3 hab./km².
Entre os seus principais pontos de interesse está o Santuário de Nossa Senhora do Porto de Ave, onde ocorre todos os anos a "Romaria dos Bifes e dos Melões", no primeiro domingo de Setembro.

## Demografia
A população registada nos censos foi:
| Distribuição da População por Grupos Etários | Distribuição da População por Grupos Etários | Distribuição da População por Grupos Etários | Distribuição da População por Grupos Etários | Distribuição da População por Grupos Etários |
| -------------------------------------------- | -------------------------------------------- | -------------------------------------------- | -------------------------------------------- | -------------------------------------------- |
| Ano                                          | 0-14 Anos                                    | 15-24 Anos                                   | 25-64 Anos                                   | > 65 Anos                                    |
| 2001                                         | 293                                          | 293                                          | 750                                          | 233                                          |
| 2011                                         | 281                                          | 193                                          | 880                                          | 259                                          |
| 2021                                         | 196                                          | 212                                          | 936                                          | 339                                          |